# Robert Carswell, Baron Carswell
Robert Douglas Carswell, Baron Carswell, PC, QC (* 28. Juni 1934; † 4. Mai 2023), war ein britischer Lord of Appeal in Ordinary.

## Leben und Karriere
Carswell wurde als Sohn von Alan und Nance Carswell geboren. Er besuchte die Grammar School Royal Belfast Academical Institution und absolvierte ein Studium am Pembroke College, das er mit einem Bachelor of Arts und 1956 mit einem Master of Arts in Jura und Klassischer Altertumswissenschaft abschloss. Zwei Jahre später graduierte er an der juristischen Fakultät der University of Chicago zum Juris Doctor.
Carswell wurde 1971 Kronanwalt und 1993 Mitglied des Privy Council. Er war in den Jahren 1970 und 1971 Berater (Counsel) des Attorney General for Northern Ireland, sowie Senior Crown Counsel in Nordirland von 1979 bis 1984. 1984 wurde er Richter des High Court of Justice von Nordirland, ein Amt, das er bis 1993 innehatte.
Er war von 1993 bis 1997 Lord Justice of Appeal beim Supreme Court of Judicature Nordirlands und von 1997 bis 2004 oberster Richter Nordirlands (Lord Chief Justice of Northern Ireland).
Carswell war Präsident der Royal Belfast Academical Constitution sowie des Northern Ireland Scout Council und war Vorsitzender des in den Jahren 2009/2010 abgehaltenen Untersuchungsausschusses bezüglich der Crown Offices of Bailiff, Deputy Bailiff, Attorney General and Solicitor General in Jersey.

## Mitgliedschaft im House of Lords
Carswell wurde am 12. Januar 2004 zum Lord of Appeal in Ordinary als Baron Carswell, of Killeen in the County of Down ernannt und blieb dies bis 2009. Im Oberhaus saß er als Parteiloser (Crossbencher). Seine offizielle Einführung erfolgte am 13. Januar 2004 mit der Unterstützung von Alan Rodger, Baron Rodger of Earlsferry und Brian Hutton, Baron Hutton.
Am 28. Januar 2010 hielt er seine Antrittsrede zum Thema einer Verfassungsreform. Nachdem er sich noch mehrfach 2010 zu Wort meldete, sprach er dort erst wieder 2012 und meldete sich mehrmals zur Crime and Courts Bill zu Wort.
Als politische Interessen nannte er Rechts- und Verfassungsfragen sowie Nordirland.
Am 20. November 2007 hielt Carswell einen Vortrag mit dem Titel The Breastplate of Judgment: Human Rights in the House of Lords an der University of Cambridge. An Sitzungstagen war Carswell in seiner Eigenschaft als Law Lord selten anwesend. Als er als solcher in den Ruhestand ging, lag seine Anwesenheit im mittleren bis niedrigen Bereich.

## Wirken in der Öffentlichkeit
Im Dezember 2003 sagte er als Zeuge vor dem Select Committee on Constitutional Affairs aus.
Im Fall eines vom Daily Mirror veröffentlichten Fotos, das Naomi Campbell in einer Entzugsklinik zeigt, wurde vor den Law Lords verhandelt. Diese entschieden im Mai 2004 mit 3 zu 2 Stimmen zu ihren Gunsten, wobei Carswell für ihr Anliegen stimmte.
Im November 2005 äußerte er sich zum Ablauf von Prozessen gegen Terroristen in Nordirland. Im November 2007 nahm er an einer Podiumsdiskussion an der juristischen Fakultät der University of Cambridge teil.
Carswell geriet im April 2010 unter anderem wegen seiner Haltung und Personalwahl in Bezug auf Jersey sowie wegen seiner Unterstützung von Quintin McGarel Hogg in die Kritik. Im Oktober 2010 sprach er sich gegen weitere Untersuchungen des Bloody Sunday aus. Carswell sagte im November 2011 vor dem Constitution Committee aus, ebenso wie Harry Woolf.

## Ehrungen
Im Jahr 1988 wurde Carswell zum Knight Bachelor geschlagen und war Ehrenmitglied der Society of Legal Scholars.

## Familie
Lord Carswell heiratete 1961 Romayne Winifred Ferris. Sie haben zwei Töchter. Lady Carswell wurde 2000 zum Lord Lieutenant von Belfast ernannt.